# 高浜村 (長崎県)
高浜村（たかはまむら）は、長崎県南部の長崎半島にあった村。西彼杵郡に属した。1955年（昭和30年）に村内の大部分が隣接する野母村、脇岬村及び島嶼部の樺島村と合併して野母崎町となり、一部が高島町と合併して改めて発足した高島町の一部となった。
現在の長崎市野母崎地区、及び高島地区のそれぞれ一部にあたる。

## 地理
野母半島（長崎半島）の南部に位置する。
- 山：遠見山、殿隠山、二ノ岳、弁天山
- 島嶼：端島、中ノ島、三ツ瀬
- 河川：黒浜川
- 港湾：古里港

## 沿革
- 1889年（明治22年）4月1日 - 町村制施行により、西彼杵郡高浜村が単独村制にて発足。
- 1955年（昭和30年）2月11日 - 高浜村の大部分（本村名・黒浜名・以下宿名・南越名）と野母村、脇岬村、樺島村が合併して野母崎町が発足。同時に残部（端島名）が高島町と合併して改めて高島町が発足し、高浜村は自治体として消滅。

## 地名
名を行政区域とする。高浜村は1889年の町村制施行時に単独で自治体として発足したため、大字は無し。
- 以下宿名（いがやど）
- 黒浜名
- 南越名（なんごし）
- 端島名[3]
- 本村名

## 産業

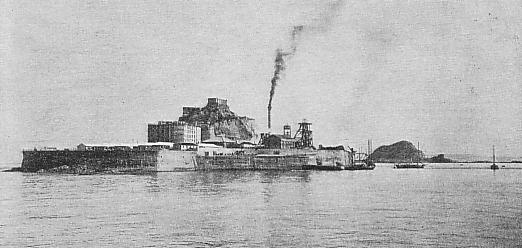
1930年頃の端島

本土では農業を主産業とする。離島の端島名では石炭の採掘が盛んに行われる（詳細は端島 (長崎県)#歴史を参照）。